# Campnosperma coriacea
Campnosperma coriacea är en sumakväxtart som först beskrevs av William Jack, och fick sitt nu gällande namn av H. Hallier. Campnosperma coriacea ingår i släktet Campnosperma och familjen sumakväxter. Inga underarter finns listade i Catalogue of Life.